# WRC 6 FIA World Rally Championship
WRC 6 FIA World Rally Championship (o anche WRC 6 ) è un simulatore di guida prodotto da Kylotonn e Bigben Interactive, basato sul Campionato del mondo rally 2016, con licenza ufficiale. È il seguito di WRC 5 FIA World Rally Championship ed è stato pubblicato il 26 ottobre 2016. È il secondo videogioco della serie prodotto anche per le console di ottava generazione.

## Novità
Oltre alle auto e i piloti ufficiali di questa stagione, nel calendario non viene escluso il Rally di Cina quindi le tappe anziché come nella realtà che sono 13 rimangono 14 come all'inizio. La seconda novità nelle auto in cui si può scegliere c'è anche la Toyota Yaris WRC come auto di prova in versione downloadable content.